# Bousteille
Bousteille är en kommun i departementet Timbedra i regionen Hodh Ech Chargui i Mauretanien. Kommunen hade 20 327 invånare år 2013.